# Kurt Nickisch
Kurt Nickisch (* 19. August 1889 in Beuthen; † 9. September 1967 in Hamburg) war ein deutscher Unternehmer.

## Leben
Nickisch wuchs in Beuthen auf und machte dort an der städtischen Oberrealschule 1910 sein Abitur. Anschließend absolvierte er eine einjährige Ausbildung als Bergbaubeflissener auf Gruben des schlesischen Steinkohlen-, Braunkohlen- und Erzbergbaus.
Von Sommer 1911 bis Sommer 1914 studierte er Bergbau an der Universität Breslau und an der Bergakademie Berlin. In der Breslauer Zeit wurde er Mitglied des dortigen Corps Silesia. Die Studien schloss er mit der Bergreferendarprüfung Anfang August 1914 ab. Mit Ausbruch des Ersten Weltkriegs wurde zunächst zum 1. Garde-Feldartillerie-Regiment in Berlin-Moabit und dann zum Feldartillerie-Regiment 503 in Frankreich einberufen. Er war dort als Leutnant Batterie- und Ordonnanzoffizier sowie stellvertretender Adjutant beim Regimentsstab.
1919 bis 1921 war er als Referendar in verschiedenen Bergbaugebieten zur Ausbildung, welche er 1921 mit dem Bergassessorexamen abschloss. Danach hatte er seine erste berufliche Anstellung als Bergassessor im Bergrevieramt Waldenburg-West.
Von dort wechselte er 1923 in die Privatwirtschaft bei der Bergwerksgesellschaft Georg von Giesches Erben in Breslau als Leiter und Bergwerksdirektor des Steinkohlenbergwerks "Cons. Heinitzgrube" in Beuthen. 1925 stieg er zur Leitung der gesamten Bergverwaltung von Giesches Erben in Westoberschlesien auf. Von 1939 bis 1945 war er treuhänderischer Leiter der Giesche Bergbaubetriebe in Ostoberschlesien.
Nach dem Ende des Zweiten Weltkriegs war Nickisch in maßgeblicher Weise an dem Wiederaufbau des Giesche-Unternehmens in Westdeutschland beteiligt. Dabei wurde er schließlich Mitgeschäftsführer der Muttergesellschaft und Geschäftsführer verschiedener inzwischen gegründeter Tochtergesellschaften.

## Auszeichnungen
Für seine Verdienste um den Bergbau in der Bundesrepublik Deutschland wurde Nickisch mit dem Bundesverdienstkreuz 1. Klasse ausgezeichnet.